# Раневая инфекция
Ранева́я инфе́кция характеризуется развитием определённой клинической картины, проявляющейся как местными, так и общими изменениями в организме. В зависимости от условий нанесения раны делят на преднамеренные (операционные) и случайные. Операционные раны являются чистыми (асептичными), так как наносятся стерильным инструментом в условиях операционной. Случайные раны всегда первично инфицированы — степень их инфицирования зависит как от условий, в которых была получена рана, так и от характера ранящего орудия.
Вторичная инфекция — дополнительно присоединяется к раневой поверхности при отсутствии асептической повязки либо повторно заносится при несоблюдении правил асептики и антисептики.

## Факторы риска развития послеоперационной раневой инфекции
Микробные этиологические факторы:
1. «Факторы» возбудителя:
- Степень контаминации раны
- Вирулентность возбудителя
- Резистентность возбудителя

2. «Факторы» окружающей среды:
- Бациллоносительство
- Санитарно-гигиеническое состояние операционной, отделений реанимации и интенсивной терапии, палат
- Способ и тщательность обработки операционного поля.

Факторы, обусловленные особенностями оперативного вмешательства:
- Продолжительность операции
- Тип предоперационной подготовки (использование антисептиков, виды обработки кожи и др.)
- Протяженность разреза (нарушение анатомических барьеров)
- Наличие некротизированных тканей и инородных тел в ране
- Состояние кровообращения в области операции
- Кровопотеря
- Использование чужеродных материалов (протезы, дренажи, шовный

материал)
- Степень травматичности операции
- Переливание крови
- Тип перевязочного материала и др.

Факторы, связанные с состоянием больного:
- Возраст
- Нарушение питания
- Снижение общего иммунитета
- Курение, алкоголизм
- Сопутствующие заболевания: ожирение, диабет, цирроз, уремия, лейкоз, злокачественные заболевания, нарушения питания
- Применение ряда препаратов (стероидов, иммунодепрессантов, антибиотиков в больших дозах), лучевой терапии

«Критическим» уровнем содержания микроорганизмов в ране, достаточным для развития гнойно-воспалительного процесса у большинства больных, является 105 – 106 микробных клеток в 1 г. В то же время, целый ряд факторов, например, шок, инородные тела, отсутствие специфических антител, комплемента или фагоцитарных клеток у конкретного пациента, могут каждый в отдельности снизить «критический» уровень до 10-103 микроорганизмов на 1 г ткани, что приведет к развитию гнойного осложнения.

## Развитие раневой инфекции
В ране начинают проявляться все элементы воспаления:
- края её становятся отёчными,
- гиперемированными,
- возвышаются над уровнем неповреждённой кожи,
- меняется характер раневого отделяемого, которое постепенно становится гнойным,
- появляется местный жар,
- возможен лимфангит и регионарный лимфаденит,
- пострадавшего начинает беспокоить боль в области раны, общее недомогание (снижается аппетит, появляется тахикардия, температура тела повышается до 38—39 градусов Цельсия).
- Возможны проявления симптомов интоксикации